# Terquavion Smith
Terquavion Smith, född 31 december 2002 i Greenville i North Carolina, är en amerikansk professionell basketspelare (SG/PG) som spelar för Philadelphia 76ers i National Basketball Association (NBA).
Han blev aldrig NBA-draftad.
Innan Smith blev proffs studerade han vid North Carolina State University och spelade för deras idrottsförening NC State Wolfpack.